# スカンジャップ
有限会社Scanjap Incorporated（スカンジャップ）は、東京都港区の化粧品、食品、デザイン雑貨の輸入卸売事業、OEM事業、及びコンサルティングを行う会社。

## 概要
本項目の主要出典
2006年に設立。「北欧諸国と日本とのかけ橋になる」を目標に、デザイン製品、食品、化粧品を輸入代理店として日本国内にて小売、卸売販売を行う。また、関西、中部、関東の主要百貨店での北欧に関する催事や、北欧雑貨などの販売を行う。
特に歩行者用リフレクターの普及に力を入れており、交通安全フォーラムにも参加実績がある。
「Scanjap」は、「Scandinavia（スカンジナビア）」と「Japan（日本）」を掛け合わせた造語。

## 沿革
- 2006年
  - 2月　会社設立[1]。
  - 3月　営業開始[1]。
  - 4月　神奈川県相模原市主催事業さがみはら青年アントレプレナープロデュース事業第1号入選者となる[1]。
- 2010年　5月 - 本社移転[1]。
- 2015年　8月 - 日本橋三越に直営店オープン[1]。
- 2016年　6月 - 阪急うめだ本店に大阪直営店オープン[1]。
- 2017年
  - 11月 - 東京直営店オープン[1]。
  - 11月 - 「スウェーデンのパパたち」展を主催・運営[7]。
- 2020年　7月 - イドゥンミネラル取り扱い開始[8]。
- 2022年　1月 - 東京直営店オープン[1]。
- 2023年　11月 - TOKYOエシカルパートナー参加[9]。

## 取り扱いブランド
- SKANSEN（スカンセン）[10]
- Bo Göran[10]
- Sätila[10]
- blick[10]
- Tilda[11][10]
- Panduro[10]
- Ullcentrum[10]
- FROU FROU[12][10]
- Aarikka（アーリッカ（英語: Aarikka））
- Klaus Haapaniemi（クラウス・ハーパニエミ）
- Polkka Jam[10]
- huhta design[10]
- Tonfisk[10]
- HILE[10]
- Eero Aarnio（エーロ・アールニオ（英語: Eero Aarnio））[10]
- SeeME[10]
- Lifesaver[10]
- Herlitz Kiilu[10]
- VALLILA[10]
- IVANA Helsinki（イヴァナヘルシンキ（英語: Ivana Helsinki））[10]
- IDUN Minerals[13][10]